# Joyas de la Familia
Las Joyas de la Familia es una colección de cientos de documentos guardados como secretos durante largo tiempo por la Agencia Central de Inteligencia estadounidense (CIA) que comprenden la historia de este organismo entre los años de 1953 a 1973.

## Desarrollo
Fueron desclasificados, es decir, hechos públicos, por el director de la CIA, Michael Hayden, en junio del año 2007 y puestos a disposición en el sitio web de la propia CIA, por presión de cientos de historiadores y periodistas estadounidenses.
Michael Hayden declaraba en ese junio de 2007 que: Lo que la agencia ha hecho "en nombre de los estadounidenses" en esas dos décadas se hará público; la mayor parte de los documentos son poco favorecedores.
Según los propios documentos en esos 20 años: el Gobierno de Estados Unidos buscó frenar el crecimiento del comunismo en Latinoamérica, impuso gobiernos militares, bombardeó Guatemala (Operación PBSUCCESS), metió mano en la Revolución cubana con la Operación 40, Operación Northwoods y la Operación Mangosta, acciones terroristas e insurgentes que conllevaron a la posterior crisis de los misiles. Incluso reconoce que intentó asesinar a Fidel Castro en Cuba, presionó a la guerrilla del Che Guevara en Bolivia, desestabilizó a México y en Chile intervino a Salvador Allende durante su llegada a la presidencia y su posterior gobierno a través del Proyecto FUBELT.
Esto fue reconocido el mismo día de las declaraciones de Michael Hayden, por la Universidad George Washington, quien publicó documentos de enero de 1975 en su página de Internet del Archivo de Seguridad Nacional, en los que afirma que el entonces director de la CIA, William Colby, hablaba de "esqueletos en el armario" que incluyen, entre otros, los intentos de asesinato de Fidel Castro, presidente de Cuba.
Datos que revelan los propios documentos ahora desclasificados, Colby reconoce, en una reunión del 3 de enero de 1975 con el entonces presidente de los Estados Unidos, Gerald Ford, que "hemos dirigido operaciones para asesinar a líderes extranjeros. Nunca hemos tenido éxito". 
El documento cita a Fidel Castro, Rafael Leónidas Trujillo, el general René Schneider de Chile y otros.
También hay referencias a actividades en Chile en la época de Salvador Allende.

### Otros
The documents also include Watergate-related items (p. 350-351) as well as a joint USAID-OPS operation concerning training foreign police in bomb-making, sabotage, etc. (one quotes Dan Mitrione, responsible of the Office of Public Safety in Uruguay, and a torture expert who coordinated police forces in South America). 
It also highlights equipment support to local police, which could have been considered illegal under the National Security Act of 1947 (page 6).
The Family Jewels also document the infiltration and surveillance of the Bureau of Narcotics and Dangerous Drugs (BNDD), the predecessor to the DEA, on requests of the BNDD's director in order to root out corruption from among its ranks.
The CIA also surveilled black nationalism in the Caribbean and in the US, producing two memorandums in 1969 and 1970 (p.188). It focused primarily on Stokely Carmichael's visits to the Caribbean Islands, and concluded that there was no "evidence of important links between militant blacks in the US and the Caribbean." A copy of these reports "was inadvertently sent to the FBI."
After FBI's director John Edgar Hoover's public statement that "the Black Panthers are supported by terrorist organizations," the CIA responded in December 1970 that they "found no indication of any relationship between the fedayeen and the Black Panthers." (p.283)
Apart of surveilling student activism in the US (in particular the Students for a Democratic Society, SDS), the CIA also had surveys in 19 countries, from Argentina to Yugoslavia (p.191).
The CIA requested to the Department of Agriculture (USDA) "the establishment of a two-acre plot of opium poppies at a USDA research site in Washington, to be used for tests of photo-recognition of opium poppies" (p.246). The agency was then investigating into multi-spectral sensors (p.254 and 257).
Some pages are also dedicated to the Pentagon Papers (p.288 sq.), leaked in 1971 by Daniel Ellsberg who became the subject of focused attention.

## Reacciones a la liberación de los documentos
El Presidente de Cuba, Fidel Castro, quien fue blanco de muchos intentos de asesinato reportados en este informe, respondió a esto el 1 de julio de 2007, diciendo que el Gobierno de Estados Unidos continuaba siendo una "máquina de asesinatos" y que la liberación de los documentos sólo era una diversión. Algunos comentaristas, incluyendo David Corn y Amy Zegart, notaron que una de las "joyas" fue censurada y continúa clasificada sin poder ser comunicada al público.
Es extraña la reacción en Chile, ya que fue comunicada la participación directa de Estados Unidos en el asesinato de René Schneider, comandante en jefe del Ejército de Chile, y no hubo ninguna opinión por parte de las autoridades chilenas.